# Кантоира
Кантоира (итал. Cantoira) је насеље у Италији у округу Торино, региону Пијемонт.
Према процени из 2011. у насељу је живело 511 становника. Насеље се налази на надморској висини од 741 м.

## Становништво
| 1936. | 1951. | 1961. | 1971. | 1981. | 1991. | 2001. | 2011. |
| ----- | ----- | ----- | ----- | ----- | ----- | ----- | ----- |
| 843   | 730   | 623   | 581   | 584   | 541   | 544   | 554   |